# Acrodus-Corbula-Zone SE von Nenzenheim

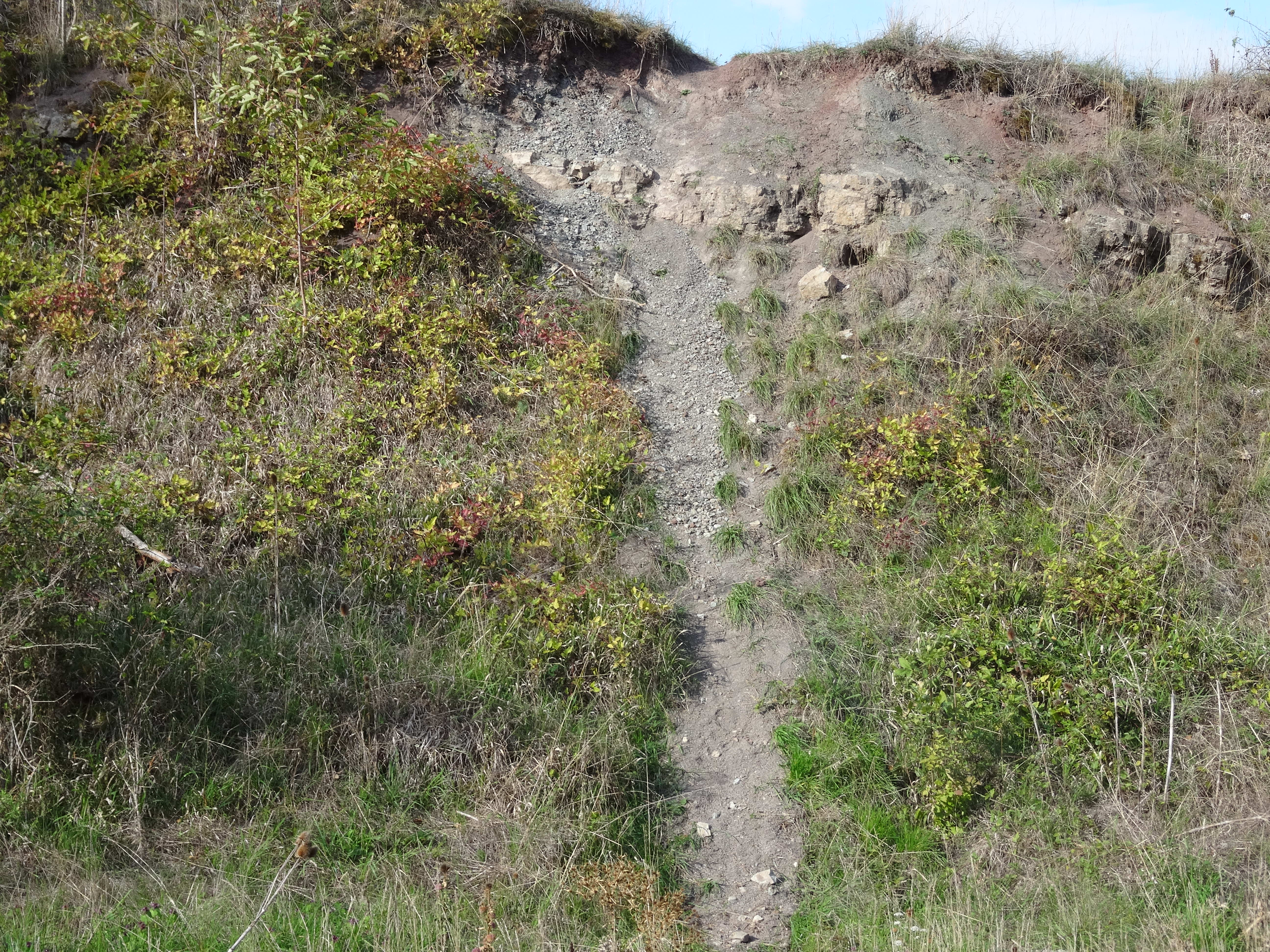
Die Acrodus-Corbula-Zone in Nenzenheim

Acrodus-Corbula-Zone SE von Nenzenheim ist ein Geotop in der Gemarkung des Iphöfer Gemeindeteils Nenzenheim im unterfränkischen Landkreis Kitzingen.

## Geografische Lage
Die Acrodus-Corbula-Zone liegt im äußersten Südosten der Nenzenheimer Gemarkung am Fuße des Bullenheimer Berges. Im Süden des Areals führt die Kreisstraße KT 2 vorbei, die Nenzenheim mit Krassolzheim im mittelfränkischen Landkreis Neustadt an der Aisch-Bad Windsheim verbindet. Die Zone wird von mehreren unbenannten Feldwegen durchzogen. Naturräumlich ist das Gebiet zwischen zwei Räumen zu verorten, hier stoßen die sogenannte Hellmitzheimer Bucht und ein südlicher Ausläufer des Mittleren Steigerwalds aufeinander. Die Acrodus-Corbula-Zone wird von mehreren Schutzgebieten durchzogen, die von den unteren Naturschutzbehörden unter Schutz gestellt wurden. So sind die Magerrasen und Kleingehölze als Biotope geschützt, das gesamte Gebiet wird als Teil des Landschaftsschutzgebiets Steigerwald markiert.

## Beschreibung
Ursprünglich war die Acrodus-Corbula-Zone von Nenzenheim als Straßenaufschluss ausgebildet. Heute sind durch die extensive Grünflächennutzung am Standort weite Teile zugewachsen. An dieser Stelle werden rotviolette Tonsteine überlagert von graugrünen Tonsteinen. Sie zeigen einen Wechsel zu den nahen Dolomitbänken des Steigerwalds an, wobei dieser Wechsel typisch für den Gipskeuperstandort im Steigerwaldvorland ist. Den Tonsteinen folgt die Corbula-Bank, die allerdings in einer aufgelassenen Tongrube weiter östlich besser einsehbar ist. Hier steht sie in ca. 0,6 m Mächtigkeit sichtbar an. Die Acrodus-Corbula-Zone wird von einer Vielzahl an Lesesteinen geprägt, wodurch die Corbula-Bank indirekt sichtbar wird.
Die Acrodus-Corbula-Zone wird aus allgemein geowissenschaftlicher Sicht als bedeutend eingestuft. Aufgrund der geringen Beeinträchtigung und der leichten Erreichbarkeit wird die allgemein geowissenschaftliche Bedeutung der Zone als wertvoll bezeichnet, der zweithöchsten Kategorie. Durch die Lage an einer wichtigen Ortsverbindungsstraße gilt die Acrodus-Corbula-Zone als beliebtes Exkursions-, Forschungs- und Lehrobjekt.